# Müller (cầu thủ bóng đá)
Luís Antônio Corrêa da Costa, còn được biết đến với biệt danh Müller (sinh 31 tháng 1 năm 1966) là một cầu thủ bóng đá người Brasil.

## Đội tuyển bóng đá quốc gia
Müller thi đấu cho đội tuyển bóng đá quốc gia Brasil từ năm 1986 đến 1998.

## Thống kê sự nghiệp
| Đội tuyển bóng đá Brasil | Đội tuyển bóng đá Brasil | Đội tuyển bóng đá Brasil |
| Năm                      | Trận                     | Bàn                      |
| ------------------------ | ------------------------ | ------------------------ |
| 1986                     | 12                       | 1                        |
| 1987                     | 10                       | 2                        |
| 1988                     | 3                        | 1                        |
| 1989                     | 3                        | 0                        |
| 1990                     | 7                        | 3                        |
| 1991                     | 1                        | 1                        |
| 1992                     | 2                        | 0                        |
| 1993                     | 12                       | 4                        |
| 1994                     | 4                        | 0                        |
| 1995                     | 0                        | 0                        |
| 1996                     | 0                        | 0                        |
| 1997                     | 1                        | 0                        |
| 1998                     | 1                        | 0                        |
| Tổng cộng                | 56                       | 12                       |